# Karl-Erik Övgård
Karl-Erik Övgård född 2 oktober 1915 i Södåkra Småland död 18 december 1951 i Sierra Nevada USA, var en svensk segelflygare.
Efter realexamen i Torsby och studentexamen i Kalmar utbildade han sig till gymnastikdirektör vid Gymnastiska centralinstitutet, han arbetade en period som gymnastiklärare men fortsatte sedan studierna vid Stockholms högskola 1944-1949 där han avlade en fil.kand. Han tilldelades ett stipendium från KSAK för utforskandet av Moazagotl-molnformationer. Han började segelflyga vid Hammars backar öster om Ystad och tog ett silver-C i Tyskland 1938. Han satte svenskt uthållighetsrekord i segelflyg 1943 med tiden 15 timmar 25 minuter och utökade rekordet 1944 till 21 timmar 46 minuter. Övgård önskade studera fenomenet låvågor och for 1947 till Tjeckoslovakien för att studera vågbildningar runt Hohe Tatra. Genom att bearbeta de rätta personerna lyckades han få ett stipendium från Naturvetenskapliga forskningsrådet för en studieresa till Kalifornien där han tack vare professor Carl-Gustaf Rossby vid SMHI kunde deltaga i Sierra Wave Project, även SAAB och SAS ansåg hans arbete så betydelsefulla att de gav sin tribut till resan.
Under 1951 for han till Bishop vid Sierra Nevada för att studera fenomenet lävågor. I Bishop fick han låna ett Pratt Read segelflygplan som var utrustat med fyra syrgasbehållare. Efter noggranna förberedelser den 18 december blev han vid middagstiden uppbogserad till den höjd där han nådde kontakt med lävågorna, efter urkopplingen steg han till 4 000 meter där tar han tog på sig syrgasmasken. Han fortsatte stadigt uppåt och nådde Per-Axel Perssons svenska rekordhöjd 8 050 meter. På 10 000 meters höjd plockade Övgård fram kameran och tog en bild av instrumentbrädan, av instrumenten kan man avläsa att han stiger med 9 meter i sekunden, farten är 88 km/h och syrgastrycket ligger på 45 psi. Han tog ytterligare en bild där både farten och stighastigheten har sjunkit, höjdmätaren visar 10 600 meter men syrgastrycket visar 0 psi. Mellan de båda bilderna har ungefär två och en halv minut förflutit, det måste ha uppstått en läcka i syrgassystemet, möjligen försökte han flytta över syrgasmasken till en reservtub, men i så fall hade han bara några sekunder på sig innan han avled. Flygplanet fortsatte av sig själv och det är mycket möjligt att det nådde ännu högre höjd än det sista fotografiet. Flygplanet havererade på Owen dalens slätt mellan Sierra och Inoys bergskedjor. Övgård konstaterades avliden av syrebrist.
Vädret vid olycksdagen rapporterade stormförhållanden vid kusten som producerade luftströmmar över Sierra Nevada med en hastighet av minst 150 km/h i väst-östlig riktning, samt risk för turbulenta vindar runt 10 000 meters höjd och minus 53 grader celsius på 12 000 meter. Flygplanet var tillverkat 1943 och hade besiktigats och fått flygfärdighetsbevis nio dagar före olyckan. Vid studier av barogrammet, som var delvis skadat, visade det sig att flygplanet nått den högsta höjden 16 675 meter.  Man kan även utläsa att flygplanet gått i spinn ned till 4 000 meter där flygningen fortsätter i jämn höjd under 21 minuter. Sedan följer nya vertikala rörelser ner till 2 000 meter där flygplanet troligtvis bröts sönder eftersom kurvan på barogrammet blir ett vertikalt streck.
För att hedra Övgårds minne instiftade Segelflyget en årlig utmärkelse, K-E Övgårds minne, till den pilot som utfört bästa höjdvinst i lävågor under året i Sverige.